# Arrondissements des Hautes-Alpes

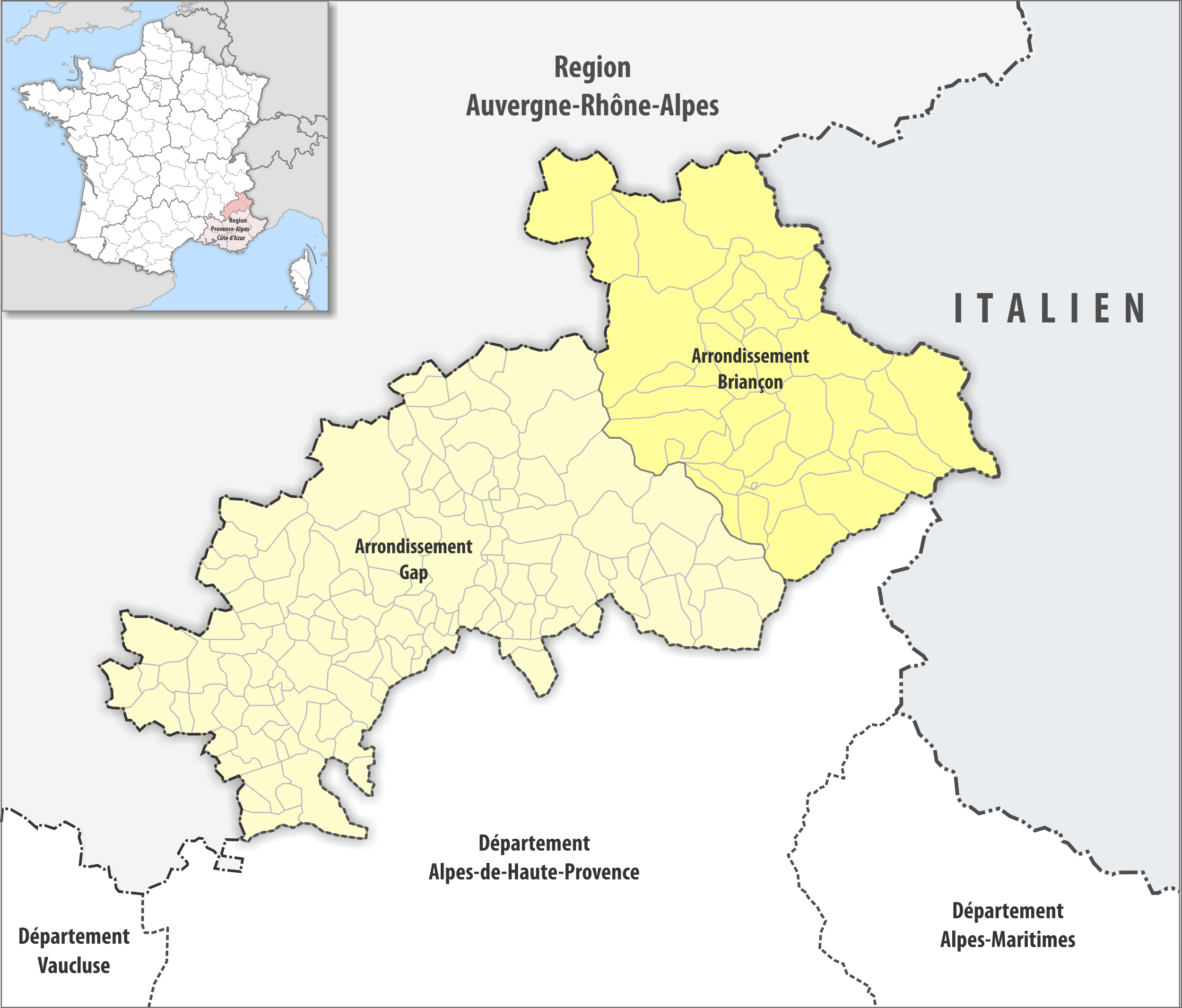
Les arrondissements des Hautes-Alpes en 2019.

Le département des Hautes-Alpes comprend deux arrondissements.

## Composition
| Nom                        | Code Insee | Superficie (km2) | Population (dernière pop. légale) | Densité (hab./km2) | Modifier             |
| -------------------------- | ---------- | ---------------- | --------------------------------- | ------------------ | -------------------- |
| Arrondissement de Briançon | 051        | 2 138,10         | 33 484 (2022)                     | 16                 | modifier les données |
| Arrondissement de Gap      | 052        | 3 410,50         | 108 193 (2022)                    | 32                 | modifier les données |
| Hautes-Alpes               | 05         | 5 549,00         | 141 677 (2022)                    | 26                 | modifier les données |

## Historique
- 1790 : création du département avec quatre districts : Briançon, Embrun, Gap, Serres
- 1800 : création des arrondissements : Gap, Briançon, Embrun
- 1926 : suppression de l'arrondissement d'Embrun